# Pic Santo
 (août 2008).
Si vous disposez d'ouvrages ou d'articles de référence ou si vous connaissez des sites web de qualité traitant du thème abordé ici, merci de compléter l'article en donnant les références utiles à sa vérifiabilité et en les liant à la section « Notes et références ».
Avec ses 1 704 mètres d'altitude, le pic Santo est le deuxième sommet du Vanuatu, sur l'île de Santo, après le mont Tabwemasana au nord. 
Appelé, dans les langues de l'intérieur de l'île, le mont Lahirihiri, qui signifie « montagne propre », c'est autour de cette montage, que prennent naissance les grandes rivières du sud de l'île, ainsi que le Jourdain, qui se jette dans le baie de Saint-Philippe et de Saint-Jacques, au nord de l'île. Aujourd'hui déserte, la région du pic Santo se présentait avant l'époque coloniale comme un carrefour. En effet, beaucoup de villages parsemaient ses flancs. C'est seulement après la colonisation et l'évangélisation, que les villages se sont vidés de leurs habitants, partis s'installer près du littoral.